# Такин Кодо Хмайн
Такин Кодо Хмайн (псевдоним; настоящее имя — У Лун; 1876—1964) — писатель, поэт, литературовед, журналист и общественный деятель Бирмы. Автор более 80 пьес для народного театра и театра марионеток, а также других произведений,

## Биография
Родился в семье мелкого торговца в деревушке Вале близ города Шуэдаун. Получил буддийское образование сперва в местном монастыре, а затем в королевском монастыре Мьядаун в Мандалае. В 9-летнем возрасте лично стал свидетелем сцены падения династии Конбаун, когда столица была захвачена, а последний король Тибо Мин и королева Супаялат — похищены британцами. Увиденное отпечаталось на формировании мировоззрения будущего писателя.
После смерти отца в 1884 году он с матерью переехал в Рангун (ныне Янгон), где сильнее ощущались и гнёт английских колонизаторов, и революционные настроения. Устроился в издательство, работал журналистом в Рангуне и Моулмейне. В своей писательской деятельности от стихотворений, которые писал в юности, перешел к жанру пьязат (пьес), об истории Бирмы, периоде её расцвета и могущества, видя в этом больший простор для пропаганды национально-освободительных идей. Обращаясь к традиционному жанру «тика», популярному в средневековой Бирме, в условиях жёсткой цензуры сумел обличать существующие порядки, маскируя всё под внешне безобидной оболочкой.
Автор пьес на исторические темы («Славный Асаки», «Великий Махатад», «Упака и Ма Схава»), антиколониальных сатирических произведений в жанре «тика» («Тика о силе», «Тика о павлине», «Тика об обезьянах», «Тика о собаках», «Тика о вождях», «Тика о такинах», «Тика о бойкоте»), политических статей, эссе, очерков и стихов, а также работ по филологии и истории культуры Бирмы. С 1911 года редактор газет «Турия» («Солнце», орган Буддийской ассоциации молодёжи), «Мьянма тайме».
В начале 1920-х играл важную роль в организации первого в Бирме национального высшего учебного заведения — Национального колледжа (Рангунского университета), где стал профессором языка и литературы. Принимал участие в национально-освободительном движении с 1920-х, в 1930 году один из основателей Добама асиайон, «партии такинов». Такины стали ведущей силой национально-освободительного движения, а Такин Кодо Хмайн — его признанным идейным вождём. Когда во время второй студенческой забастовочной волны 1936 года был сформирован Всебирманский студенческий союз, Хмайн был избран его покровителем. К 1941 году за его деятельность британские колониальные власти внесли его в «Бирманский список» «врагов государства».
Во время Второй мировой войны активный сторонник Движения Сопротивления против британских, а затем — против японских оккупантов; был одним из тех кто отправил группу «тридцати товарищей», включая Аун Сана, получать военную подготовку. Своё последнее крупное произведение — «Мавзолей героев» — написал в 1947 году на убийство генерала Аун Сана, признанного национальным героем и отцом независимости Бирмы, и его соратников из Антифашистской лиги народной свободы. После гибели Аун Сана и обретения независимости в 1948 году страна немедленно погрузилась в гражданскую войну, и Такин Кодо Хмайн посвятил остаток жизни миротворческой деятельности в Бирме.
Президент Бирманского совета мира (1952), член ВСМ (1953). В 1952 году отправился на конференцию сторонников мира в Пекине; также в этом качестве посетил Монголию, Венгрию и СССР в 1953 году, Цейлон и Индию в 1957 году. Лауреат Международной Сталинской премии «За укрепление мира между народами» (1954). В 1960 году получил степень почётного доктора Гамбургского университета в ФРГ. 
После переворота 1962 года в силу своего авторитета оставался единственным альтернативным голосом, который военные не могли заглушить. В 1963 году вместе с бывшим бригадным генералом Кьяв Завом активно поддерживал мирные переговоры между пришедшим к власти Союзным революционным советом У Не Вина и вооружённой оппозицией, включая две фракции Коммунистической партии Бирмы (Белого и Красного флага) и повстанческие группировки этнических групп. Своим последним желанием назвал построение мирной и единой страны.
Соотечественники почтительно называли писателя «Схая Чжи» — Великий учитель — и определяли, начиная с Аун Сана, роль Такин Кодо Хмайна для Бирмы как созвучную роли Махатмы Ганди для Индии; в литературной области его значение сравнивали с Лу Синем для Китая.

## Литературные труды
- «Тхила»,
- «Упака и Ма Схава»,
- «Тика о силе» (1914),
- «Тика о павлине» (1919),
- «Тика об обезьяне» (1922),
- «Тика о собаках» (1925),
- «Наставление мистера Мауна Хмайна» (роман-памфлет, 1915—21).